# 인천연수초등학교
인천연수초등학교(仁川延壽初等學校)는 대한민국 인천광역시 연수구에 있는 공립 초등학교이다.

## 학교 연혁
- 1992. 03. 01.: 개교

## 참고 자료
- 인천연수초등학교 - 한국교육학술정보원 학교알리미